# 安琪拉·貝瑟
安琪拉·伊芙琳·貝瑟（英語：Angela Evelyn Bassett，1958年8月16日—），美國女演員和製片人，曾獲得金球獎及提名奧斯卡最佳女主角獎。
知名演出作品如電影《马尔科姆·X》（1992年）、《與愛何干》（1993年）、《等待夢醒時分》（1995年）、《東岸饒舌傳奇：聲名狼籍先生》（2009年）、《绿灯侠》（2011年）、《全面攻佔：倒數救援》（2013年）、《全面攻佔2：倫敦救援》（2016年）、《黑豹》（2018年）、《復仇者聯盟：終局之戰》（2019年）和《黑豹2：瓦干達萬歲》（2022年）。其中憑藉《黑豹2：瓦干達萬歲》提名奥斯卡最佳女配角奖。2025年參演電影不可能的任務：最終清算上映。
她在2002年電視電影《羅莎·派克》中主演標題人物而提名黃金時段艾美獎迷你影集／電視電影最佳女主角。憑藉電視劇《美国恐怖故事》兩季中的表演提名了2014年和2015年的黃金時段艾美獎迷你影集／電視電影最佳女配角。2018年起在電視劇《火速救援最前線》擔任主演兼執行製片人。

## 延伸閱讀
- Bassett, Angela; Vance, Courtney B. . Kimani Press Single Title. 2009. ISBN 9780373831210.